# 魔童子論争
魔童子論争（まどうじろんそう）は、関西探偵作家クラブ会報『KTSC』誌上にて、匿名批評子“魔童子”と大坪砂男との間で戦わされた文学論争。1952年3月発行の『KTSC』第49号から、5月発行の同誌第51号まで3回にわたっておこなわれた。

## 経緯
発端は、魔童子と名乗る匿名子が『KTSC』第49号掲載の「暗中鬼語」において、当時の探偵作家クラブ賞を「タライ廻し」「輪番制」と批判したことだった。このとき名指しで「関東の奇妙な幽霊」と揶揄された大坪は第50号に反駁文を発表し、「魔童子というオッサン、名を名乗れ！」「匿名批評なんて高等技術は、貫禄でするもんだ」「三下が頬ッ被りで、薪ざっぽう振廻してるなァあたり迷惑」「正体なしのスッコケ野郎」と反撃した。
これに対し、魔童子は「匿名批評はカンロクでするもんやて言うてはるけど、そないケッタイな定理が批評学上におしたやろか」「大坪砂男がどんだけカンロクあるちゅうのや」「あんたはんは作家どすさかい、批評には作品で答えはったらよろしいのや」と反論した。
すると大坪は第51号にて「昨年、KTSC会報は（クラブ賞について─引用者註）オヒャラカシ的表現を掲載し、私は不愉快だった」と釈明。さらに「魔童子君は箱根山の西になんかいないで、東京にいる。私は始めから（原文ママ）その正体を知っていたのだ」と宣言した上で、「問題は不問に付そう」「私は魔童子君の忠告通り、以後言行をつつしみ、創作に専念しよう。では、さようなら」と鉾を収めた。
これに対して魔童子の側は「魔童子は、昨年のクラブ賞について、貴下の心配なさるようなオヒャラカシ的言辞は、毫も弄してはいない」と反駁した上で、「正体は東にあり、はじめから知っていた、などと、これもハッタリだろう」「魔童子は可笑しくてしかたがない」と嘲弄したが、大坪はもはや何も言い返さず、この論争は終結した。
今日では、魔童子の正体は高木彬光と山田風太郎の両人だったことが明らかになっている。